# پیوونه روکته
پیوونه روکته (به ایتالیایی: Piovene Rocchette) یک کومونه در ایتالیا است که در استان ویچنزا واقع شده‌است. پیوونه روکته ۱۲ کیلومتر مربع مساحت و ۸٬۲۷۲ نفر جمعیت دارد و ۲۷۷ متر بالاتر از سطح دریا واقع شده‌است.